# Calycanthaceae
Calycanthaceae са малко семейство покритосеменни растения от разред Лавроцветни. Семейството съдържа три рода и само 10 известни вида, чието разпространение е ограничено до топли умерени и тропически региони:
- Calycanthus (три вида; западна и югоизточна Северна Америка и един вид в източна Азия)
- Chimonanthus (шест вида; източна Азия)
- Idiospermum (един вид; Куинсланд, Австралия)

Те са ароматни, широколистни храсти, растящи до 2–4 м височина, с изключение на Idiospermum, което е голямо вечнозелено дърво. Цветовете са бели до червени, със спираловидно разположени листенца. Базираните на ДНК филогенези показват, че Calycanthus и Chimonanthus в Северното полукълбо са се отделили един от друг в средата на миоцена, докато австралийският Idiospermum вече се е отделил през горната креда и вероятно представлява остатък от бившето разпространение на Calycanthaceae в Гондвана, което включва Южна Америка, както е видно от наличието на кредни вкаменелости от Calycanthaceae в Бразилия.
В системата APG IV от 2016 г. Calycanthaceae е поставен в разред Лавроцветни в клада на магнолиидите.